# John Steinbeck

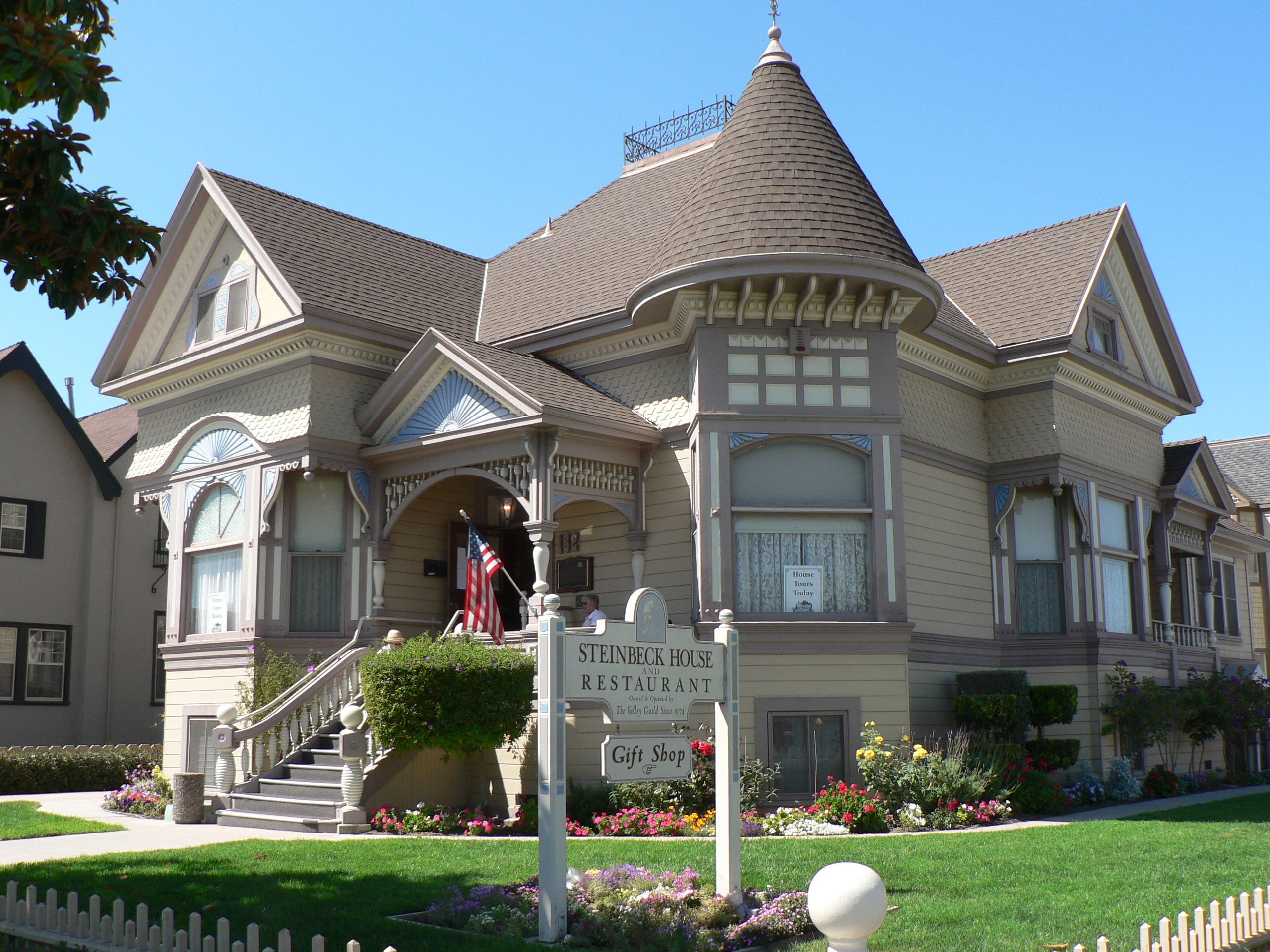
Het Steinbeck House

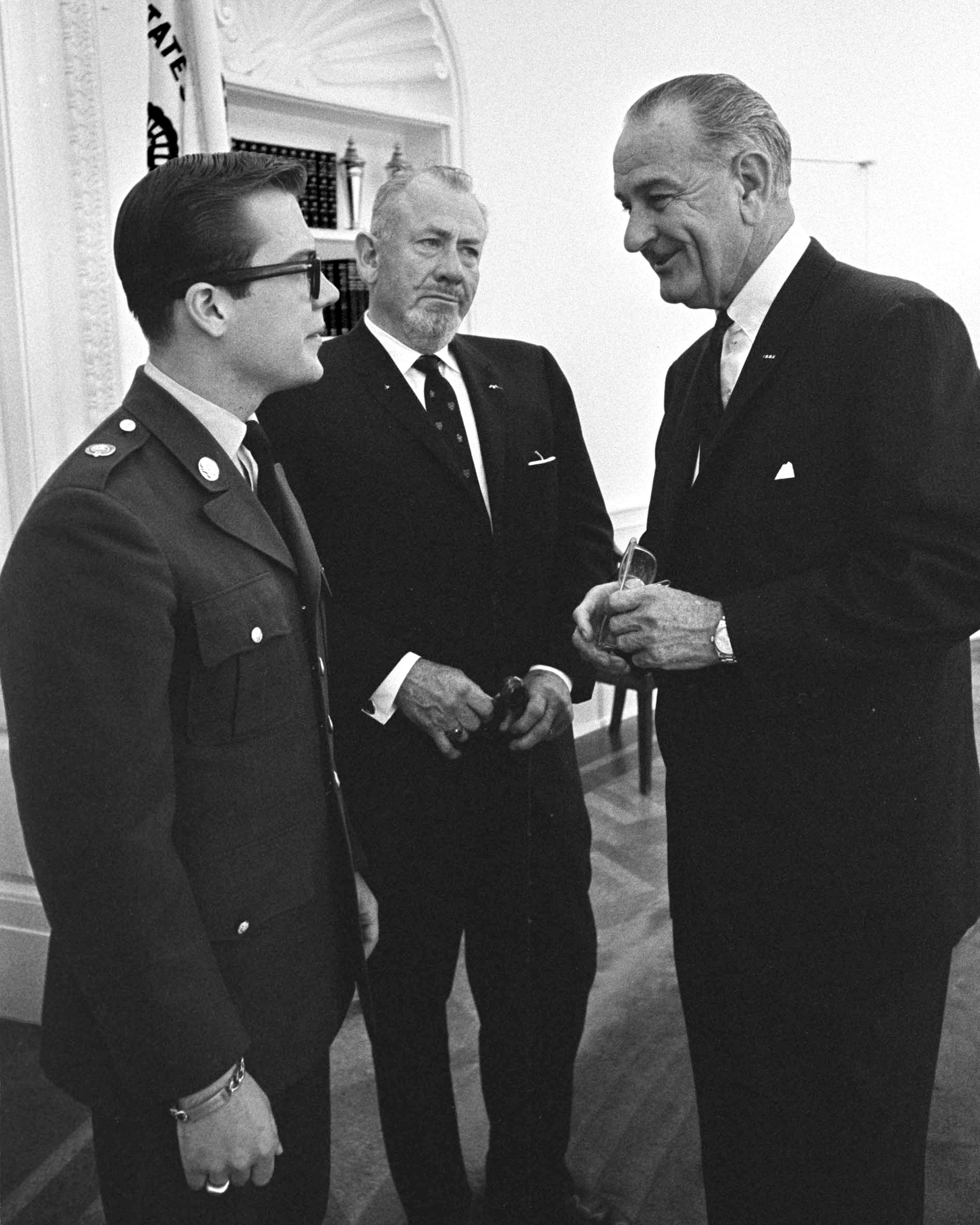
John Steinbeck (midden) met zijn zoon John (links) en Lyndon B. Johnson (rechts)

Handtekening

John Ernst Steinbeck (Salinas (Californië), 27 februari 1902 – New York, 20 december 1968) was een Amerikaans auteur die in 1962 de Nobelprijs voor Literatuur won. In de loop van zijn carrière schreef Steinbeck zevenentwintig boeken: zestien romans, zes non-fictieboeken en vijf bundels met korte verhalen.

## Stijl en thema's
Steinbeck schreef in een naturalistische/sociaal-realistische stijl, vaak over arme mensen uit de arbeidersklasse. Zijn werk The Grapes of Wrath (De druiven der gramschap) is het verhaal van de Joads, een arme familie uit de Amerikaanse staat Oklahoma tijdens de "Dust Bowl", hun tocht naar de staat Californië en de problemen die ze daarbij ondervinden. De roman stelt op een indringende manier het immigratievraagstuk aan de orde en wordt gezien als een verdediging van de armen tegen de rijken.
East of Eden is waarschijnlijk het belangrijkste werk van Steinbeck. In deze roman zoekt de schrijver de wortels van het kwaad niet langer in sociale onrechtvaardigheid maar in de menselijke psychologie.

## Biografie
John Ernst Steinbeck kwam uit de sociale middenklasse. Zijn vaders familie was van Duitse afkomst en die van zijn moeder kwam uit Noord-Ierland. Vader John Ernst Steinbeck was onder meer schatbewaarder bij Monterey County en eigenaar van een voeder- en graanwinkel. Moeder (Olive Hamilton Steinbeck) was voor haar huwelijk onderwijzeres. Samen met drie zusters groeide Steinbeck op in het landelijke Monterey County in de Salinas Valley. In de zomer werkte hij op boerderijen in de omgeving, en later op een ranch. Hier werkte hij met migrantenarbeiders. Hij werd zich sterk bewust van de ruwe aspecten van het migrantenleven en de donkere kant van de menselijke natuur. Het leidde tot het schrijven van boeken als Of Mice and Men.
Al tijdens zijn schooltijd schreef hij verhalen en gedichten. Nadat hij in 1919 zijn diploma aan de middelbare school van Salinas haalde, ging hij – om zijn ouders te plezieren – naar de Stanford-universiteit om mariene biologie te studeren. Die studie was voor hem echter bijkomstig; hij was ervan overtuigd dat hij een schrijver was en verliet na zes jaar de universiteit zonder diploma.
In 1925 ging hij naar New York, waar hij werkte als freelanceverslaggever voor The American. Daarnaast schreef hij verhalen,  maar kreeg zijn werk niet gepubliceerd. Uiteindelijk restte hem niets anders dan terug te keren naar Californië.
In Californië voorzag hij in zijn levensonderhoud door onder meer te werken als opperman, leerling-schilder, landmeter, hulpje in een warenhuis, als fruitplukker en als opzichter van een viskweekbedrijf. Hier ontmoette hij zijn eerste vrouw Carol Henning (1930 - gescheiden 1941). Hij bleef schrijven. In 1929 werd zijn eerste boek gepubliceerd: Cup of Gold (een historische roman over het leven van de Jamaicaanse boekanier Captain Henry Morgan). Het was niet meteen een voltreffer. Kort nadien publiceerde hij nog twee boeken, maar ook deze konden de literaire wereld niet overtuigen van zijn schrijverscapaciteiten.

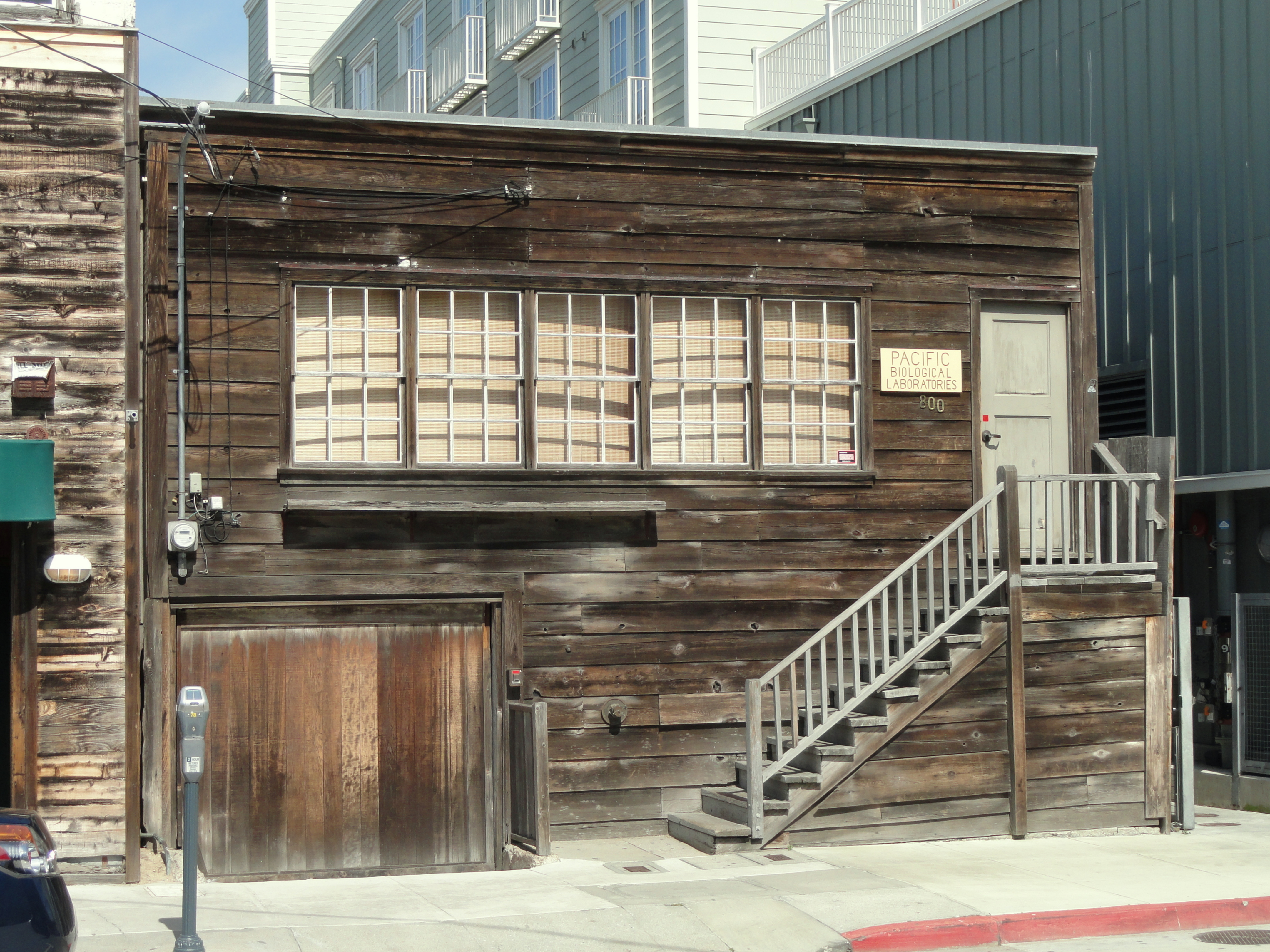
Pacific Biological Laboratories in Cannery Row

Steinbeck woonde met Carol Henning in Pacific Grove in een huisje van zijn familie, waar hij materiaal verzamelde voor twee succesvolle boeken: Tortilla Flat en Een blik in Cannery Row. Laatstgenoemde roman was gebaseerd op Steinbecks vriend Ed Ricketts. Steinbeck bezocht regelmatig diens laboratorium in Cannery Row, Pacific Biological Laboratories geheten. In 1932 werd Steinbeck mede-eigenaar en werkte veel met Ricketts samen. Samen publiceerden zij Sea of Cortez, een populair wetenschappelijke verhandeling over het mariene leven in de Golf van Californië.
Tortilla Flat (1935), een verzameling grappige verhalen over de 'paisanos', boerenwerkers, rondom Monterey, was het keerpunt in Steinbecks carrière. Hij ontving van een Californische schrijverskring een gouden medaille voor het beste debuut. Het winnen van deze prijs hernieuwde het vertrouwen in zijn kunnen. Dat hij een succesvolle schrijver met toekomst was, werd extra bevestigd door in 1939 met The Grapes of Wrath de Pulitzerprijs te winnen. Dit boek werd verfilmd met Henry Fonda in de hoofdrol. Boek en film brachten het sociale bewustzijn van de Amerikanen op gang en werden regelmatig vergeleken met Uncle Tom's Cabin (De negerhut van Oom Tom) van Harriet Beecher Stowe. De hoofdpersoon Tom Joad werd later bezongen door Woody Guthrie en Bruce Springsteen.
Ook zijn boek East of Eden werd verfilmd (1955) met James Dean in een hoofdrol.
In de Tweede Wereldoorlog was Steinbeck oorlogscorrespondent voor de New York Herald Tribune. Hij kreeg als verslaggever speciale opdrachten in het buitenland. Sommige van zijn berichten werden later verzameld en gebundeld in Once There Was a War. In 1944 raakte Steinbeck gewond in Noord-Afrika, waarna hij, oorlogsmoe, ontslag nam en terug naar huis ging.
Hier pakte Steinbeck zijn gewone leven als schrijver weer op. In 1947 maakte hij samen met de bekende fotograaf Robert Capa zijn eerste reis naar de Sovjet-Unie. Vele bezoeken volgden, waarbij Moskou, Kiev, Tbilisi, Batoemi en Stalingrad werden aangedaan. Steinbeck schreef hierover het boek A Russian Journal (1948), dat was geïllustreerd met de foto's van Capa. Ook in dat jaar werd Steinbeck voorgedragen aan de American Academy of Arts and Letters.
Inmiddels was Steinbeck in de VS controversieel geworden door zijn steun aan de kansarme bevolking en zijn bezoeken aan de Sovjet-Unie. Het was de tijd van het Mccarthyisme, een uitvloeisel van de jacht van senator McCarthy op (vermeende) communisten, die maakte dat zijn nieuwe werk werd genegeerd. Steinbeck leed onder de langdurige en vele negatieve kritieken in Amerika, maar in Europa bleef hij zeer populair. Begin jaren 1960 maakte hij, samen met zijn Franse poedel Charley, een tocht door veertig Amerikaanse staten. Dit resulteerde in het boek Travels with Charley: in search of America (1962).
In 1962 volgde de ultieme bekroning voor zijn schrijverscarrière, toen hij de Nobelprijs voor de Literatuur ontving.
Steinbeck overleed op 66-jarige leeftijd op 20 december 1968 in New York. Doodsoorzaak was hartfalen. Bij autopsie bleek dat zijn kransslagaders bijna dichtgeslibd waren. Zijn levensstijl zal daaraan niet vreemd zijn geweest: Steinbeck was zijn hele leven een fervent roker. Zijn as werd bijgezet in het familiegraf in zijn geboorteplaats Salinas in Californië.

## Gezin
John Steinbeck hertrouwde tweemaal – Gwyn Conger (1943) en Elaine Anderson (1950) – en had twee zonen: Thomas en John.

## Filmografie
- 1939 - Of Mice and Men — regie Lewis Milestone, met Burgess Meredith, Lon Chaney jr. en Betty Field
- 1940 - The Grapes of Wrath — regie John Ford, met Henry Fonda, Jane Darwell en John Carradine
- 1941 - The Forgotten Village — regie Alexander Hammid en Herbert Kline, verteller Burgess Meredith, muziek Hanns Eisler
- 1942 - Tortilla Flat — regie Victor Fleming, met Spencer Tracy, Hedy Lamarr en John Garfield
- 1943 - The Moon is Down — regie Irving Pichel, met Lee J. Cobb en Cedric Hardwicke
- 1944 - Lifeboat — regie Alfred Hitchcock, met Tallulah Bankhead, Hume Cronyn en John Hodiak
- 1944 - A Medal for Benny — regie Irving Pichel, met Dorothy Lamour en Arturo de Cordova
- 1947 - La Perla (The Pearl, Mexico) — regie Emilio Fernández, met Pedro Armendáriz en María Elena Marqués
- 1949 - The Red Pony — regie Lewis Milestone, met Myrna Loy, Robert Mitchum en Louis Calhern
- 1952 - Viva Zapata! — regie Elia Kazan, met Marlon Brando, Anthony Quinn en Jean Peters
- 1955 - East of Eden — regie Elia Kazan, met James Dean, Julie Harris, Jo Van Fleet en Raymond Massey
- 1957 - The Wayward Bus — regie Victor Vicas, met Rick Jason, Jayne Mansfield en Joan Collins
- 1961 - Flight — met Efrain Ramírez en Arnelia Cortez
- 1962 - Ikimize bir dünya (Of Mice and Men, Turkije)
- 1972 - Topoli (Of Mice and Men, Iran)
- 1982 - Cannery Row — regie David S. Ward, met Nick Nolte en Debra Winger
- 1992 - Of Mice and Men — regie Gary Sinise, met John Malkovich en Gary Sinise

- Bibsys: 90081598
- Biblioteca Nacional de Chile: 000042435
- Biblioteca Nacional de España: XX897321
- Bibliothèque nationale de France: cb119254833 (data)
- Catàleg d'autoritats de noms i títols de Catalunya: 981058523416706706
- CiNii: DA00818556
- Gemeinsame Normdatei: 118617338
- International Standard Name Identifier: 0000 0001 2144 5760
- KulturNav: 72eb0766-16e1-47f2-bc49-ecf033e8873a
- Library of Congress Control Number: n79081460
- Nationale Bibliotheek van Letland: 000000629
- MusicBrainz: 3306ba20-06ab-4af8-96f2-e8aeb39461ee
- National Archives and Records Administration: 10581714
- Bibliotheek van het Japanse parlement: 00457568
- Nationale Bibliotheek van Tsjechië: jn19990008205
- Nationale bibliotheek van Australië: 35522183
- Nationale Bibliotheek van Israël: 987007268369605171
- Nationale Bibliotheek van Polen: a0000001863084
- Nationale en Universitaire bibliotheek Zagreb: 000033535
- Nederlandse Thesaurus van Auteursnamen: 068421648
- Russische Staatsbibliotheek: 000017040
- Istituto Centrale per il Catalogo Unico: CFIV000628
- LIBRIS: 213897
- SNAC: w6js9rqn
- Système universitaire de documentation: 02714805X
- Trove: 983264
- Union List of Artist Names: 500341772
- Virtual International Authority File: 96992551
- WorldCat: E39PBJcWqYMXcYCbVQpQmFHKVC

1901: Prudhomme ·
1902: Mommsen ·
1903: Bjørnson ·
1904: Mistral, Echegaray ·
1905: Sienkiewicz ·
1906: Carducci ·
1907: Kipling ·
1908: Eucken ·
1909: Lagerlöf ·
1910: Heyse ·
1911: Maeterlinck ·
1912: Hauptmann ·
1913: Tagore ·
1915: Rolland ·
1916: Heidenstam ·
1917: Gjellerup, Pontoppidan ·
1919: Spitteler ·
1920: Hamsun ·
1921: France ·
1922: Benavente ·
1923: Yeats ·
1924: Reymont ·
1925: Shaw ·
1926: Deledda ·
1927: Bergson ·
1928: Undset ·
1929: Mann ·
1930: Lewis ·
1931: Karlfeldt ·
1932: Galsworthy ·
1933: Boenin ·
1934: Pirandello ·
1936: O'Neill ·
1937: Gard ·
1938: Buck ·
1939: Sillanpää ·
1944: Jensen ·
1945: Mistral ·
1946: Hesse ·
1947: Gide ·
1948: Eliot ·
1949: Faulkner ·
1950: Russell ·
1951: Lagerkvist ·
1952: Mauriac ·
1953: Churchill ·
1954: Hemingway ·
1955: Laxness ·
1956: Jiménez ·
1957: Camus ·
1958: Pasternak ·
1959: Quasimodo ·
1960: Perse ·
1961: Andrić ·
1962: Steinbeck ·
1963: Seferis ·
1964: Sartre (geweigerd) ·
1965: Sjolochov ·
1966: Agnon, Sachs ·
1967: Asturias ·
1968: Kawabata ·
1969: Beckett ·
1970: Solzjenitsyn ·
1971: Neruda ·
1972: Böll ·
1973: White ·
1974: Johnson, Martinson ·
1975: Montale ·
1976: Bellow ·
1977: Aleixandre ·
1978: Singer ·
1979: Elýtis ·
1980: Miłosz ·
1981: Canetti ·
1982: García Márquez ·
1983: Golding ·
1984: Seifert ·
1985: Simon ·
1986: Soyinka ·
1987: Brodsky ·
1988: Mahfoez ·
1989: Cela ·
1990: Paz ·
1991: Gordimer ·
1992: Walcott ·
1993: Morrison ·
1994: Oë ·
1995: Heaney ·
1996: Szymborska ·
1997: Fo ·
1998: Saramago ·
1999: Grass ·
2000: Gao ·
2001: Naipaul ·
2002: Kertész ·
2003: Coetzee ·
2004: Jelinek ·
2005: Pinter ·
2006: Pamuk ·
2007: Lessing ·
2008: Le Clézio ·
2009: Müller ·
2010: Vargas Llosa ·
2011: Tranströmer ·
2012: Mo ·
2013: Munro ·
2014: Modiano ·
2015: Aleksijevitsj ·
2016: Dylan ·
2017: Ishiguro ·
2018: Tokarczuk ·
2019: Handke ·
2020: Glück ·
2021: Gurnah ·
2022: Ernaux ·
2023: Fosse ·
2024: Kang ·